# All These Niggas
«All These Niggas» — сингл американського репера King Von з його дебютного студійного альбому Welcome to O'Block, виданий 5 серпня 2020 р. на лейблах Only the Family та Empire Distribution.

## Опис
У пісні виконавці читають реп про похмуру реальність життя на вулицях під дриловий інструментал з «моторошними фортепіанними клавішами». Містить диси на Lil Pump та 6ix9ine.

## Відеокліп
Прем'єра відео відбулась одночасно із синглом. Режисер: JV Visuals 312. У кліпі King Von перебуває на O'Block із білим Роллс-Ройсом, діамантовим ланцюгом та іншими коштовностями. Lil Durk не з'являється у відео, позаяк обоє не могли бути разом за законом.
Кліп зібрав велику кількість переглядів за дуже короткий час. Як стверджував сам Вон — 24,5 млн за 2 місяці після виходу на YouTube.

## Чартові позиції
| Чарт (2020)                             | Найвища позиція |
| --------------------------------------- | --------------- |
| США (Billboard Hot 100)                 | 77              |
| США (Hot R&B/Hip-Hop Songs) (Billboard) | 31              |

## Сертифікації
| Регіон                                                      | Сертифікація | Продажі   |
| ----------------------------------------------------------- | ------------ | --------- |
| США (RIAA)                                                  | Платиновий   | 1 000 000 |
| продажі+прослуховування, що базуються лише на сертифікаціях |              |           |